# Achim Beierlorzer
Achim Beierlorzer (Erlangen, Alemania Federal, 20 de noviembre de 1967) es un entrenador de fútbol alemán. Actualmente está libre. Fue futbolista entre 1986 y 2010.

## Clubes

### Como jugador
| Club                 | País     | Año       |
| -------------------- | -------- | --------- |
| 1. FC Nürnberg II    | Alemania | 1986-1988 |
| SpVgg Jahn Forchheim | Alemania | 1988-1989 |
| SpVgg Greuther Fürth | Alemania | 1989-1996 |
| SC Schwabach         | Alemania | 1996-2002 |
| SV Kleinsendelbach   | Alemania | 2003-2010 |

### Como entrenador
| Club                   | País     | Año       |
| ---------------------- | -------- | --------- |
| SC 04 Schwabach        | Alemania | 2002-2003 |
| SV Kleinsendelbach     | Alemania | 2004-2010 |
| RB Leipzig             | Alemania | 2015      |
| RB Leipzig (asistente) | Alemania | 2015-2016 |
| Jahn Regensburg        | Alemania | 2017-2019 |
| 1. FC Colonia          | Alemania | 2019      |
| Mainz 05               | Alemania | 2019-2020 |
| RB Leipzig (Asistente) | Alemania | 2021      |
| RB Leipzig (Interino)  | Alemania | 2021      |